# 1323 Tugela
1323 Tugela, numit și 1934 LD, este un asteroid aflat în afara Centurii de asteroizi, având un diametru de aproximativ 60 de kilometri. A fost descoperit de astronomul sud-african Cyril Jackson pe 19 mai 1934, la Observatorul Union, din Johannesburg, Africa de Sud.  Asteroidul poartă numele râului Tugela, aflat în partea de vest a Africii de Sud. 